# Bucinobants
Els bucinobants (llatí: Bucinobantes) foren una tribu alamana oriünda de la riba dreta del Rin, a la regió a l'altre costat de Magúncia.